# Bianchi Supermil 500
Bianchi Supermil 500 — итальянский трёхколесный грузовой трицикл, серийно выпускавшийся с 1937 года компанией F.I.V. Edoardo Bianchi . Предназначался для нужд армии. Применялся во время Второй мировой войны вместе с аналогичными мотоциклами Moto Guzzi TriAlce и Benelli 500 M36 Mototriciclo, как для перевозки войск и снаряжения, так и для буксировки лёгких орудий.

## Конструкция
Рама мотоцикла двойная, трубчатая. Двигатель одноцилиндровый четырехтактный с рабочим объёмом 498 см³ и мощностью 18 л.с. при 4700 об/мин, позволяющий развивать скорость до 70 км / час. Коробка передач 3+1. Деревянный кузов рассчитан на 1000 кг груза.